# Eisner-díj a legjobb rövid történetnek
Ebben a listában az Eisner-díj „legjobb rövid történet” kategóriájának jelöltjei és nyertesei találhatóak.
| Év   | Mű | Alkotók                                                                                        | Kiadvány                                         | Kiadó                                   |
| ---- | --- | ---------------------------------------------------------------------------------------------- | ------------------------------------------------ | --------------------------------------- |
| 2012 | A Brief History of the Art Form Known as Hortisculpture                                                                | Adrian Tomine                                                                                  | Optic Nerve 12.                                  | Drawn & Quarterly                       |
| 2012 | Harvest of Fear | Jim Woodring                                                                                   | The Simpsons’ Treehouse of Horror 17.            | Bongo Comics                            |
| 2012 | The Seventh | Darwyn Cooke                                                                                   | Richard Stark’s Parker: The Martini Edition      | IDW Publishing                          |
| 2012 | The Speaker | Brandon Graham                                                                                 | Dark Horse Presents 7.                           | Dark Horse Comics                       |
| 2011 | Bart on the Fourth of July                                                                                             | Peter Kuper                                                                                    | Bart Simpson 54.                                 | Bongo Comics Group                      |
| 2011 | Batman, in Trick for the Scarecrow                                                                                     | Billy Tucci                                                                                    | DCU Halloween Special 2010                       | DC Comics                               |
| 2011 | Cinderella | Nick Spencer (író) és Rodin Esquejo (rajzoló)                                                  | Fractured Fables                                 | Silverline Books és Image Comics        |
| 2011 | Hamburgers for One | Frank Stockton                                                                                 | Popgun 4.                                        | Image Comics                            |
| 2011 | Little Red Riding Hood                                                                                                 | Bryan Talbot (író) és Camilla d’Errico (rajzoló)                                               | Fractured Fables                                 | Silverline Books és Image Comics        |
| 2011 | Post Mortem | Greg Rucka (író) és Michael Lark (rajzoló)                                                     | I Am an Avenger 2.                               | Marvel Comics                           |
| 2010 | Because I Love You So Much                                                                                             | Nikoline Werdelin                                                                              | From Wonderland with Love                        | Fantagraphics Books és Aben maler       |
| 2010 | Gentleman John | Nathan Greno                                                                                   | What is Torch Tiger?                             | Torch Tiger                             |
| 2010 | How and Why to Bale Hay                                                                                                | Nick Bertozzi                                                                                  | Syncopated                                       | Villard Books                           |
| 2010 | Hurricane | Gradimir Smudja                                                                                | Bob Dylan Revisited                              | W. W. Norton and Company                |
| 2010 | Urgent Request | Gene Luen Yang (író) és Derek Kirk Kim (rajzoló)                                               | The Eternal Smile                                | First Second Books                      |
| 2009 | Actual Size | Chris Ware                                                                                     | Kramers Ergot 7                                  | Buenaventura Press                      |
| 2009 | Chechen War, Chechen Women                                                                                             | Joe Sacco                                                                                      | I Live Here                                      | Pantheon Books                          |
| 2009 | Freaks | Laura Park                                                                                     | Superior Showcase 3.                             | AdHouse Books                           |
| 2009 | Glenn Ganges in ’Pulverize’                                                                                            | Kevin Huizenga                                                                                 | Ganges 2.                                        | Fantagraphics Books                     |
| 2009 | Murder He Wrote | Ian Boothby (író) és Nina Matsumoto (rajzoló)                                                  | Treehouse of Horror 14.                          | Bongo Comics Group                      |
| 2008 | Book | Jokojama Júicsi                                                                                | New Engineering                                  | PictureBox                              |
| 2008 | At Loose Ends | Lewis Trondheim                                                                                | Mome 8.                                          | Fantagraphics Books                     |
| 2008 | Mr. Wonderful | Dan Clowes                                                                                     | The New York Times Sunday Magazine               | The New York Times Company              |
| 2008 | Town of Evening Calm                                                                                                   | Kóno Fumijo                                                                                    | Town of Evening Calm, Country of Cherry Blossoms | Last Gasp                               |
| 2008 | Whatever Happened to Fletcher Hanks?                                                                                   | Paul Karasik                                                                                   | I Shall Destroy All the Civilized Planets        | Fantagraphics Books                     |
| 2008 | Young Americans | Émile Bravo                                                                                    | Mome 8.                                          | Fantagraphics Books                     |
| 2007 | The Black Knight Glorps Again                                                                                          | Don Rosa                                                                                       | Uncle Scrooge 354.                               | Gemstone Publishing                     |
| 2007 | Felix | Gabrielle Bell                                                                                 | Drawn and Quarterly Showcase 4.                  | Drawn and Quarterly                     |
| 2007 | A Frog’s Eye View | Bill Willingham (író) és James Jean (rajzló)                                                   | Fables: 1001 Nights of Snowfall                  | Vertigo                                 |
| 2007 | Old Oak Trees | Tony Cliff                                                                                     | Flight 3.                                        | Ballantine Books                        |
| 2007 | Stan Lee Meets Spider-Man                                                                                              | Stan Lee (író) és Oliver Coipel (rajzoló)                                                      | Stan Lee Meets Spider-Man                        | Marvel Comics                           |
| 2007 | Willie: Portrait of a Groundskeeper                                                                                    | Eric Powell                                                                                    | Treehouse of Horror 12.                          | Bongo Comics Group                      |
| 2006 | Blood Son | Richard Matheson eredeti műve alapján Chris Ryall (írók) és Ashley Wood (rajzoló)              | Doomed 1.                                        | IDW Publishing                          |
| 2006 | Monster Slayers | Khang Le                                                                                       | Flight 2.                                        | Ballantine Books                        |
| 2006 | Nameless | Eric Powell                                                                                    | The Goon 14.                                     | Dark Horse Comics                       |
| 2006 | Operation | Zak Sally                                                                                      | Recidivist 3.                                    | La Mano                                 |
| 2006 | Teenage Sidekick | Paul Pope                                                                                      | Solo 3.                                          | DC Comics                               |
| 2005 | Eve O’ Twins | Craig Thompson                                                                                 | Rosetta 2.                                       | Alternative Comics                      |
| 2005 | Glenn Ganges: Jeepers Jacobs                                                                                           | Kevin Huizenga                                                                                 | Kramers Ergot 5.                                 | Gingko Press                            |
| 2005 | God | Chris Ware                                                                                     | McSweeney’s Quarterly 13.                        | McSweeney’s                             |
| 2005 | The Price | Neil Gaiman (író) és Michael Zulli (rajzoló)                                                   | Creatures of the Night                           | Dark Horse Comics                       |
| 2005 | Unfamiliar | Evan Dorkin (író) és Jill Thompson (rajzoló)                                                   | The Dark Horse Book of Witchcraft                | Dark Horse Comics                       |
| 2005 | Where Monsters Dine | Troy Hickman (író) és Angel Medina (rajzoló)                                                   | Common Grounds                                   | Top Cow Productions és Image Comics     |
| 2004 | Death | Neil Gaiman (író) és P. Craig Russell (rajzoló)                                                | The Sandman: Endless Nights                      | Vertigo                                 |
| 2004 | It Was a Dark and Silly Night…                                                                                         | Lemony Snicket (író) és Richard Sala (rajzoló)                                                 | Little Lit: It Was a Dark and Silly Night…       | RAW Junior                              |
| 2004 | It Was a Dark and Silly Night…                                                                                         | Carlos Nine                                                                                    | Little Lit: It Was a Dark and Silly Night…       | RAW Junior                              |
| 2004 | Monsieur Jean | Philippe Dupuy (író) és Charles Berberian (rajzoló)                                            | Drawn and Quarterly 5.                           | Drawn and Quarterly                     |
| 2004 | Same Difference | Derek Kirk Kim                                                                                 | Same Difference and Other Stories                | Top Shelf Productions                   |
| 2004 | There Are No Flowers in the Real World                                                                                 | David Lapham                                                                                   | The Matrix Comics                                | Burlyman Entertainment                  |
| 2003 | Between Two Worlds: The Strange and Sad Story of Erich Wolfgang Korngold                                               | P. Craig Russell                                                                               | Comics Journal Summer Special 2002               | Fantagraphics Books                     |
| 2003 | Green Tea | Sheridan Le Fanu eredeti műve alapján Kevin Huizenga                                           | Orchid                                           | Sparkplug Comic Books                   |
| 2003 | The Magician and the Snake                                                                                             | Katie Mignola (író) és Mike Mignola (író és rajzoló)                                           | Dark Horse Maverick: Happy Endings               | Dark Horse Comics                       |
| 2003 | címtelen (a kötet első története)                                                                                      | Jason                                                                                          | Sshhhh!                                          | Fantagraphics Books                     |
| 2003 | Telekinetic | Tomer Hanuka                                                                                   | Bipolar 3.                                       | Alternative Comics                      |
| 2002 | The Adventures of Hergé                                                                                                | Jose-Louis Bocquet, Helge Dascher, Jean-Luc Fromental (írók) és Stanislas Barthélémy (rajzoló) | Drawn and Quarterly 4.                           | Drawn and Quarterly                     |
| 2002 | The Eltingville Club in ’The Intervention’                                                                             | Evan Dorkin                                                                                    | Dork 9.                                          | Slave Labor Graphics                    |
| 2002 | His Story | Dave McKean                                                                                    | Bento 3. és Pictures That Tick                   | Allen Spiegel Fine Arts                 |
| 2002 | Me and Edith Head | Sara Ryan (író) és Steve Lieber (rajzoló)                                                      | Cicada 4.                                        | Carus Publishing                        |
| 2002 | Oh, To Celebrate | Miriam Katin                                                                                   | Drawn and Quarterly 4.                           | Drawn and Quarterly                     |
| 2002 | The Willful Death of a Stereotype                                                                                      | Chris Staros (író) és Bo Hampton (rajzoló)                                                     | Expo 2001                                        | Comic Book Legal Defense Fund           |
| 2001 | The Fisherman and the Sea Princess                                                                                     | David Mazzucchelli                                                                             | Little Lit: Folklore and Fairy Tale Funnies      | RAW Junior                              |
| 2001 | The Gorilla Suit | Sergio Aragonés                                                                                | Streetwise                                       | TwoMorrows Publishing                   |
| 2001 | Monsieur Jean | Philippe Dupuy és Charles Berberian                                                            | Drawn and Quarterly 3.                           | Drawn and Quarterly                     |
| 2001 | A Prayer to the Sun | Edvin Biukovic (író) és Darko Macan (rajzoló)                                                  | Weird War Tales Special                          | Vertigo                                 |
| 2001 | Prince Rooster, a Hasidic parable                                                                                      | Art Spiegelman                                                                                 | Little Lit: Folklore and Fairy Tale Funnies      | RAW Junior                              |
| 2000 | Bye-Bye, Muffy | Roberta Gregory                                                                                | Naughty Bits 28.                                 | Fantagraphics Books                     |
| 2000 | Cluttered Like My Head                                                                                                 | Evan Dorkin                                                                                    | Dork 7.                                          | Slave Labor Graphics                    |
| 2000 | How Things Work Out | Alan Moore (író) és Rick Veitch (rajzoló)                                                      | Tomorrow Stories 2.                              | America’s Best Comics                   |
| 2000 | Letitia Lerner, Superman’s Baby Sitter                                                                                 | Kyle Baker                                                                                     | Elseworlds 80-Page Giant                         | DC Comics                               |
| 2000 | Margolis | Etgar Keret (író) és Yirmi Pinkus (rajzoló)                                                    | Jetlag                                           | Actus Tragicus                          |
| 2000 | Orange Glow | Paul Chadwick                                                                                  | DHP Jr.                                          | Dark Horse Comics                       |
| 2000 | The Unbearableness of Being Light                                                                                      | Alan Moore (író) és Kevin Nowlan (rajzoló)                                                     | Tomorrow Stories 2.                              | America’s Best Comics                   |
| 1999 | Devil’s Advocate | Matt Wagner (író) és Tim Sale (rajzoló)                                                        | Grendel: Black, White and Red 1.                 | Dark Horse Comics                       |
| 1999 | Electric China Death                                                                                                   | Richard Bruning (író) és Mark Chiarello (rajzoló)                                              | Gangland 4.                                      | Vertigo és DC Comics                    |
| 1999 | The Illustrative Man                                                                                                   | Batton Lash (író) és Julius Priete (rajzoló)                                                   | Treehouse of Horror 4.                           | Bongo Comics Group                      |
| 1999 | Invincible Man and Nifty Boy                                                                                           | Bob Burden                                                                                     | Flaming Carrot’s Greatest Hits 3.                | Dark Horse Comics                       |
| 1999 | Whhyyyyyy? | Rich Koslowskin                                                                                | The 3 Geeks 4.                                   | 3 Finger Prints                         |
| 1998 | The Eltingville Comic Book, Science-Fiction, Fantasy, Horror and Role-Playing Club In: The Marathon Men                | Evan Dorkin                                                                                    | Dork 4.                                          | Slave Labor Graphics                    |
| 1998 | A Matter of Some Gravity                                                                                               | Don Rosa                                                                                       | Walt Disney’s Comics and Stories 610.            | Gladstone Publishing                    |
| 1998 | The New European | Alan Moore (író) és Gary Frank (rajzoló)                                                       | Vampirella/Dracula: The Centennial               | Harris Comics                           |
| 1998 | Penny Century | Jaime Hernandez                                                                                | Penny Century 1.                                 | Fantagraphics Books                     |
| 1998 | The Willow Warriors | Ian Edgington (író) és Eric Shanower (rajzoló)                                                 | Weird War Tales 1.                               | Vertigo                                 |
| 1998 | Wrong Turn | Frank Miller                                                                                   | Sin City: Sex and Violence                       | Dark Horse Comics                       |
| 1997 | Gentlemanhog | Jim Woodring                                                                                   | Frank 1.                                         | Fantagraphics Books                     |
| 1997 | Heroes | Archie Goodwin (író) és Gary Gianni (rajzoló)                                                  | Batman: Black and White 4.                       | DC Comics                               |
| 1997 | Joy Ride | Carol Lay                                                                                      | Joy Ride and Other Stories                       | Kitchen Sink Press                      |
| 1997 | The Nearness of You | Kurt Busiek (író) és Brent Anderson (rajzoló)                                                  | Wizard Presents: Kurt Busiek’s Astro City ½.     | Homage Comics és Wizard Press           |
| 1997 | Oracle: Year One – Born of Hope                                                                                        | John Ostrander, Kim Yale (írók) és Brian Stelfreeze (rajzoló)                                  | Batman Chronicles 5.                             | DC Comics                               |
| 1997 | Perpetual Mourning | Ted McKeever                                                                                   | Batman: Black and White 1.                       | DC Comics                               |
| 1996 | Caricature | Dan Clowes                                                                                     | Eightball 15.                                    | Fantagraphics Books                     |
| 1996 | Horsing Around with History                                                                                            | Carl Barks (író) és William Van Horn (rajzoló)                                                 | Uncle Scrooge Adventures 33.                     | Gladstone Publishing                    |
| 1996 | Jimmy Corrigan | Chris Ware                                                                                     | Blab 8.                                          | Kitchen Sink Press                      |
| 1996 | Klingon Battle Helmet                                                                                                  | Scott Hampton                                                                                  | Confessions of a Cereal Eater                    | ComicsLit                               |
| 1996 | Pink Frosting | Adrian Tomine                                                                                  | Optic Nerve 2.                                   | Drawn and Quarterly                     |
| 1996 | The Eltingville Comic-Book, Science-Fiction, Fantasy, Horror, and Role-Playing Club In: Bring Me the Head of Boba Fett | Evan Dorkin                                                                                    | Instant Piano 3.                                 | Dark Horse Comics                       |
| 1995 | The Babe Wore Red | Frank Miller                                                                                   | Sin City: The Babe Wore Red and Other Stories    | Dark Horse Comics                       |
| 1995 | The Hannah Story | Carol Tyler                                                                                    | Drawn and Quarterly 2.                           | Drawn and Quarterly                     |
| 1995 | Laughter After Midnight                                                                                                | Paul Dini (író) és John Byrne (rajzoló)                                                        | The Batman Adventures Annual 1.                  | DC Comics                               |
| 1995 | The Lot | John Ney Rieber (író) és Gary Amaro (rajzoló)                                                  | Vertigo Rave                                     | DC Comics és Vertigo                    |
| 1995 | The Virgin | Peter Kuper                                                                                    | Wild Life 1.                                     | Fantagraphics Books                     |
| 1995 | We Can Get Them for You Wholesale                                                                                      | Neil Gaiman eredeti műve alapján Joe Pruett (író) és Ken Meyer Jr. (rajzoló)                   | Negative Burn 11.                                | Caliber Press                           |
| 1994 | The Amazing Colossal Homer                                                                                             | Cindy Vance (író) és Steve Vance (író és rajzoló)                                              | Simpsons Comics 1.                               | Bongo Comics Group                      |
| 1994 | Big Man | David Mazzucchelli                                                                             | Rubber Blanket 3.                                | Rubber Blanket Press                    |
| 1994 | I Strive for Realism                                                                                                   | Paul Chadwick                                                                                  | Concrete Eclectica 2.                            | Dark Horse Comics                       |
| 1994 | The Origin of Dan Pussey                                                                                               | Dan Clowes                                                                                     | Eightball 12.                                    | Fantagraphics Books                     |
| 1994 | Tainted Love | Garth Ennis (író) és Steve Dillon (rajzoló)                                                    | Vertigo Jam                                      | Vertigo és DC Comics                    |
| 1993 | The Artist’s Life | Dan Clowes                                                                                     | Eightball 9.                                     | Fantagraphics Books                     |
| 1993 | Hippie Bitch Gets Laid                                                                                                 | Roberta Gregory                                                                                | Naughty Bits 6.                                  | Fantagraphics Books                     |
| 1993 | The Nemesis of Neglect                                                                                                 | Alan Moore (író) és Eddie Campbell (rajzoló)                                                   | Taboo 6.                                         | SpiderBaby Graphix és Tundra Publishing |
| 1993 | Escape #2: The Dry Creek Bed                                                                                           | Jeff Nicholson                                                                                 | Taboo 7.                                         | SpiderBaby Graphix és Tundra Publishing |
| 1993 | Frank in the River | Jim Woodring                                                                                   | Tantalizing Stories Presents: Frank in The River | Tundra Publishing                       |
| 1993 | Two Cities | Mark Schultz                                                                                   | Xenozoic Tales 12.                               | Kitchen Sink Press                      |